# Copa Gato 2011
La Copa Gato 2011 fue la novena edición correspondiente al torneo amistoso de fútbol Copa Gato, siendo organizada por la empresa Pegaso Chile S.A., continuadora de la productora MERCOM S.A., y auspiciada por la Viña San Pedro, dueña de la marca de vino Gato.
Se celebraron dos versiones durante el año: la primera en febrero y la segunda en agosto.

## Primera edición
En aquella versión tuvo lugar el Clásico del fútbol chileno, entre Colo-Colo y Universidad de Chile. El duelo, efectuado en el Estadio Germán Becker de Temuco, terminó con una victoria por 3-1 del cuadro universitario, que se adjudicó el trofeo amistoso.

### Colo-Colo v/s Universidad de Chile
| POR   | Juan Castillo 35' |  |
| DEF   | Paulo Magalhaes   |  |
| DEF   | Luis Mena         |  |
| DEF   | Andrés Scotti     |  |
| MED   | Joan Muñoz 80'    |  |
| MED   | Rodrigo Millar    |  |
| MED   | Álvaro Ormeño 67' |  |
| MED   | Luis Pavez 72'    |  |
| MED   | Lucas Wilchez     |  |
| DEL   | Mario Salgado 46' |  |
| DEL   | Esteban Paredes   |  |
| D. T. | Diego Cagna       |  |

| POR   | Johnny Herrera      |  |
| DEF   | Matías Rodríguez    |  |
| DEF   | José Rojas          |  |
| DEF   | Juan Abarca         |  |
| DEF   | Eugenio Mena        |  |
| MED   | Felipe Seymour      |  |
| MED   | Charles Aránguiz    |  |
| DEL   | Gustavo Canales 71' |  |
| DEL   | Eduardo Vargas 59'  |  |
| DEL   | Edson Puch 82'      |  |
| DEL   | Gabriel Vargas 58'  |  |
| D. T. | Jorge Sampaoli      |  |

| POR | Raúl Olivares      | 35' |
| MED | Juan Delgado       | 80' |
| MED | Cristóbal Jorquera | 67' |
| MED | José Luis Cabión   | 72' |
| DEL | Ezequiel Miralles  | 46' |

| DEL | Diego Rivarola   | 71' |
| DEL | Francisco Castro | 59' |
| DEF | José Contreras   | 82' |
| DEF | Marcelo Díaz     | 58' |

|  | 14' | Esteban Paredes |

| Penal | 22'   | Gustavo Canales  |
|       | 36'   | Matías Rodríguez |
|       | 90+1' | Diego Rivarola   |

| Amonestado | Lucas Wilchez    |
| Amonestado | Mario Salgado    |
| Amonestado | Juan Delgado     |
| Amonestado | José Luis Cabión |
| Amonestado | Joan Muñoz       |

| Amonestado | Charles Aránguiz |
| Amonestado | Edson Puch       |
| Amonestado | Marcelo Díaz     |

| Expulsado | 61' | Lucas Wilchez |

| Otorgado · Otorgado otra vez · Expulsado | 89' | Marcelo Díaz |

| Árbitro | Julio Bascuñán |

| POR   | Juan Castillo 35' |  |
| DEF   | Paulo Magalhaes   |  |
| DEF   | Luis Mena         |  |
| DEF   | Andrés Scotti     |  |
| MED   | Joan Muñoz 80'    |  |
| MED   | Rodrigo Millar    |  |
| MED   | Álvaro Ormeño 67' |  |
| MED   | Luis Pavez 72'    |  |
| MED   | Lucas Wilchez     |  |
| DEL   | Mario Salgado 46' |  |
| DEL   | Esteban Paredes   |  |
| D. T. | Diego Cagna       |  |

| POR   | Johnny Herrera      |  |
| DEF   | Matías Rodríguez    |  |
| DEF   | José Rojas          |  |
| DEF   | Juan Abarca         |  |
| DEF   | Eugenio Mena        |  |
| MED   | Felipe Seymour      |  |
| MED   | Charles Aránguiz    |  |
| DEL   | Gustavo Canales 71' |  |
| DEL   | Eduardo Vargas 59'  |  |
| DEL   | Edson Puch 82'      |  |
| DEL   | Gabriel Vargas 58'  |  |
| D. T. | Jorge Sampaoli      |  |

| POR | Raúl Olivares      | 35' |
| MED | Juan Delgado       | 80' |
| MED | Cristóbal Jorquera | 67' |
| MED | José Luis Cabión   | 72' |
| DEL | Ezequiel Miralles  | 46' |

| DEL | Diego Rivarola   | 71' |
| DEL | Francisco Castro | 59' |
| DEF | José Contreras   | 82' |
| DEF | Marcelo Díaz     | 58' |

|  | 14' | Esteban Paredes |

| Penal | 22'   | Gustavo Canales  |
|       | 36'   | Matías Rodríguez |
|       | 90+1' | Diego Rivarola   |

| Amonestado | Lucas Wilchez    |
| Amonestado | Mario Salgado    |
| Amonestado | Juan Delgado     |
| Amonestado | José Luis Cabión |
| Amonestado | Joan Muñoz       |

| Amonestado | Charles Aránguiz |
| Amonestado | Edson Puch       |
| Amonestado | Marcelo Díaz     |

| Expulsado | 61' | Lucas Wilchez |

| Otorgado · Otorgado otra vez · Expulsado | 89' | Marcelo Díaz |

| Árbitro | Julio Bascuñán |

Ganador: Universidad de Chile

## Segunda edición
En aquella ocasión tuvo lugar el Clásico albo-cruzado, entre Colo-Colo y Universidad Católica. El duelo, efectuado en el Estadio Tierra de Campeones de Iquique, terminó con una victoria por 3-1 del cuadro albo, que se adjudicó el trofeo amistoso.

### Colo-Colo v/s Universidad Católica
| POR   | Juan Castillo 35'     |  |
| DEF   | Álvaro Ormeño 87'     |  |
| DEF   | Luis Mena             |  |
| DEF   | Sebastián Toro        |  |
| DEF   | Cristián Magaña       |  |
| MED   | Luis Pavez            |  |
| MED   | José Pedro Fuenzalida |  |
| MED   | Marco Medel 78'       |  |
| MED   | Manuel Bravo          |  |
| DEL   | Mauro Olivi           |  |
| DEL   | Carlos Muñoz 90'      |  |
| D. T. | Américo Gallego       |  |

| POR   | Fabián Cerda        |  |
| DEF   | Diego Opazo         |  |
| DEF   | David Henríquez     |  |
| DEF   | Alfonso Parot       |  |
| MED   | José Martínez 46'   |  |
| MED   | Santiago Dittborn   |  |
| MED   | Juan Pablo Gómez    |  |
| MED   | Camilo Peña 46'     |  |
| MED   | Rodrigo Toloza 73'  |  |
| MED   | Kevin Harbottle 81' |  |
| DEL   | Francisco Pizarro   |  |
| D. T. | Mario Lepe          |  |

| DEL | Jorge Troncoso | 87' |
| MED | Bryan Rabello  | 78' |
| DEL | Phillip Araos  | 90' |

| DEF | Hans Martínez  | 46' |
| MED | Matías Mier    | 46' |
| DEF | Allan Luttecke | 73' |
| DEF | Camilo Gaínza  | 81' |

|  | 1'  | Carlos Muñoz |
|  | 31' | Mauro Olivi  |
|  | 50' | Marco Medel  |

|  | 46' | Francisco Pizarro |

| 85' | Luis Mena |

| 28'   | David Henríquez |
| 45+3' | Fabián Cerda    |
| 66'   | Hans Martínez   |

| Otorgado · Otorgado otra vez · Expulsado | 45+2' | David Henríquez |

| Árbitro | Jorge Osorio |

| POR   | Juan Castillo 35'     |  |
| DEF   | Álvaro Ormeño 87'     |  |
| DEF   | Luis Mena             |  |
| DEF   | Sebastián Toro        |  |
| DEF   | Cristián Magaña       |  |
| MED   | Luis Pavez            |  |
| MED   | José Pedro Fuenzalida |  |
| MED   | Marco Medel 78'       |  |
| MED   | Manuel Bravo          |  |
| DEL   | Mauro Olivi           |  |
| DEL   | Carlos Muñoz 90'      |  |
| D. T. | Américo Gallego       |  |

| POR   | Fabián Cerda        |  |
| DEF   | Diego Opazo         |  |
| DEF   | David Henríquez     |  |
| DEF   | Alfonso Parot       |  |
| MED   | José Martínez 46'   |  |
| MED   | Santiago Dittborn   |  |
| MED   | Juan Pablo Gómez    |  |
| MED   | Camilo Peña 46'     |  |
| MED   | Rodrigo Toloza 73'  |  |
| MED   | Kevin Harbottle 81' |  |
| DEL   | Francisco Pizarro   |  |
| D. T. | Mario Lepe          |  |

| DEL | Jorge Troncoso | 87' |
| MED | Bryan Rabello  | 78' |
| DEL | Phillip Araos  | 90' |

| DEF | Hans Martínez  | 46' |
| MED | Matías Mier    | 46' |
| DEF | Allan Luttecke | 73' |
| DEF | Camilo Gaínza  | 81' |

|  | 1'  | Carlos Muñoz |
|  | 31' | Mauro Olivi  |
|  | 50' | Marco Medel  |

|  | 46' | Francisco Pizarro |

| 85' | Luis Mena |

| 28'   | David Henríquez |
| 45+3' | Fabián Cerda    |
| 66'   | Hans Martínez   |

| Otorgado · Otorgado otra vez · Expulsado | 45+2' | David Henríquez |

| Árbitro | Jorge Osorio |

Ganador: Colo-Colo